# 原廠委託設計代工
ODM（英語：的缩写），即原廠委託設計代工，又译原始设计制造商，又俗稱為貼牌生產，指由採購方委託製造方，由製造方從設計到生產一手包辦，而最終產品貼上採購方的商标且由採購方負責銷售的生產方式。這類的公司可以讓品牌商擁有品牌以及商品，不需參與細節的產品設計，也不需建立和運作工廠。ODM產品可能是品牌商的主要產品，也可能只是補充其他業務（例如零售）。這和合同製造商不同，後者是品牌商設計產品，提供規範給製造商生產。
近年來ODM廠商的數量越來越多，截至2015 年，許多公司都已有規模，可以在廠內自製採購方授權生產的商品。
此模式常用在國際貿易中，外國公司使用某ODM廠商來設計並生產產品，主要是ODM廠商具有一些優勢，例如人力成本較低、交通考量或是鄰近市場等。ODM廠商的創新以及相關專利也可能是考量原因之一。有些國家禁止外國人有公司所有權，也會用此模式培養該國的ODM廠商，製作產品供內銷或是外銷。
這種商業模式也是外判的一種。例如仁寶電腦製作筆記型電腦和计算机显示器，是許多品牌電腦的主要製造商, 其原因包括低勞力成本、低運輸成本，以及元件可以就近取得（以仁寶來說，就是指電腦元件）。截至2011年，台灣的ODM廠商生產了94%的筆記型電腦。也有些公司（像偉創力和緯創資通）是ODM廠商，也有提供電子專業製造服務 （EMS）。